# María Teresa Uriarte
Pour les articles homonymes, voir Uriarte et Castañeda.
María Teresa Uriarte Castañeda, née à Mexico en 1947, est une mésoaméricaniste mexicaine. Elle a été directrice de l'Institut de recherches esthétiques de l'UNAM de novembre 1998 à novembre 2006. Elle a été coordinatrice du conseil académique de l'UNAM dans le domaine des humanités et des arts de novembre 2006 à avril 2008. Elle est actuellement membre du conseil d'administration de l'UNAM.